# Асапов Валерій Григорович
Валерій Григорович Асапов (1 січня 1966 — 23 вересня 2017, під м. Дайр-ез-Заур, Сирія) — російський воєначальник. Гвардії генерал-лейтенант (2016). Герой Російської Федерації (2017, посмертно).

## Біографія
Син робітників. Закінчив в 1987 році Рязанське вище повітрянодесантне командне училище (з відзнакою).
Проходив службу у 104-му та 234-му парашутно-десантних полках. За десять років пройшов шлях від командира взводу, заступника командира роти — інструктора повітряно-десантної підготовки, командира роти до начальника штабу — заступника командира батальйону, а потім і командира батальйону.
У 1992—1993 роках у складі змішаних миротворчих сил служив у Південній Осетії. У січні 1995 року на посаді начальника штабу батальйону та званні майора був відряджений до Чечні. Під час боїв за Грозний отримав тяжке вогнепальне поранення лівої гомілки з перебиттям обох гомілкових кісток. Був цілий рік прикутий до ліжка і переніс чотири операції. Так як одна його нога стала коротшою за іншу на три сантиметри, Асапов залишився на все життя кульгавим, через що за ним закріпилося прізвисько «Кульгавий генерал».
З 1997 по 2000 рр. — слухач Військової академії ім. М. Фрунзе (Москва), після закінчення якої був призначений заступником командира колишнього 345-го окремого гвардійського повітрянодесантного полку, який тоді входив до складу миротворчих сил ЗС РФ в Абхазії. 
В 2001 році призначений командиром 345-го окремого парашутно-десантного полку.
2003—2007 рр. — заступник командира, начальник штабу 98 повітрянодесантної дивізії (Іваново) ПДВ. У 2003–2004 роках брав участь у Другій чеченській війні.
2007—2010 рр. — командир 18 кулеметно-артилерійської дивізії (Гарячі Ключі, Курильські острови) Далекосхідного ВО;
2010—2011 рр. — слухач Академії Генерального штабу ЗС РФ (Москва);
2011—2013 рр. — командир 37 окремої мотострілецької бригади (Кяхта, Республіка Бурятія) 36 Армії (Улан-Уде) Східного військового округу;
2013—2014 рр. — заступник командувача 5 Армії (Уссурійськ, Приморський край) Східного військового округу;
з 01.2014  — командувач 68 армійського корпусу (Южно-Сахалінськ) Східного військового округу.
У липні 2015 р. відправлений у «службове відрядження» до м. Ростов-на-Дону. Згідно з заявою Головного управління розвідки міністерства оборони України, у серпні 2015 року Асапов під прізвищем прикриття «Примаков» став командувачем 1 армійського корпусу ДНР (м. Донецьк, Україна) Центру територіальних військ Південного військового округу.
З серпня 2016 і до своєї загибелі був командувачем 5-ї загальновійськової армії, в лютому 2017 року як військовий радник був відправлений у відрядження до Сирії, де став командиром сирійського 5-го добровольчого штурмового корпусу. Загинув під час мінометного обстрілу сирійських позицій бойовиками ІДІЛ у Дайр-ез-Заурі у вересні 2017 року.
Похований 27 вересня з військовими почестями під гімн Росії та рушничний салют на Федеральному військовому меморіальному цвинтарі в Москві.

## Нагороди
Отримав численні нагороди, серед яких:
- Звання «Герой Російської Федерації» (20 грудня 2017, посмертно);
- Орден Мужності (1996);
- Орден Герой Республіки (Сирія). Вища державна нагорода, яка присуджується в тому числі і «військовослужбовцям братніх та дружніх армій, які беруть участь поряд із Сирійською арабською армією у боротьбі проти терористичних банд та ворожих елементів»[5].